# Quarterback titolari dei Tampa Bay Buccaneers
Questi quarterback sono partiti come titolari per i Tampa Bay Buccaneers della National Football League. Sono inseriti in ordine di data a partire dalla prima partenza come titolari nei Buccaneers.

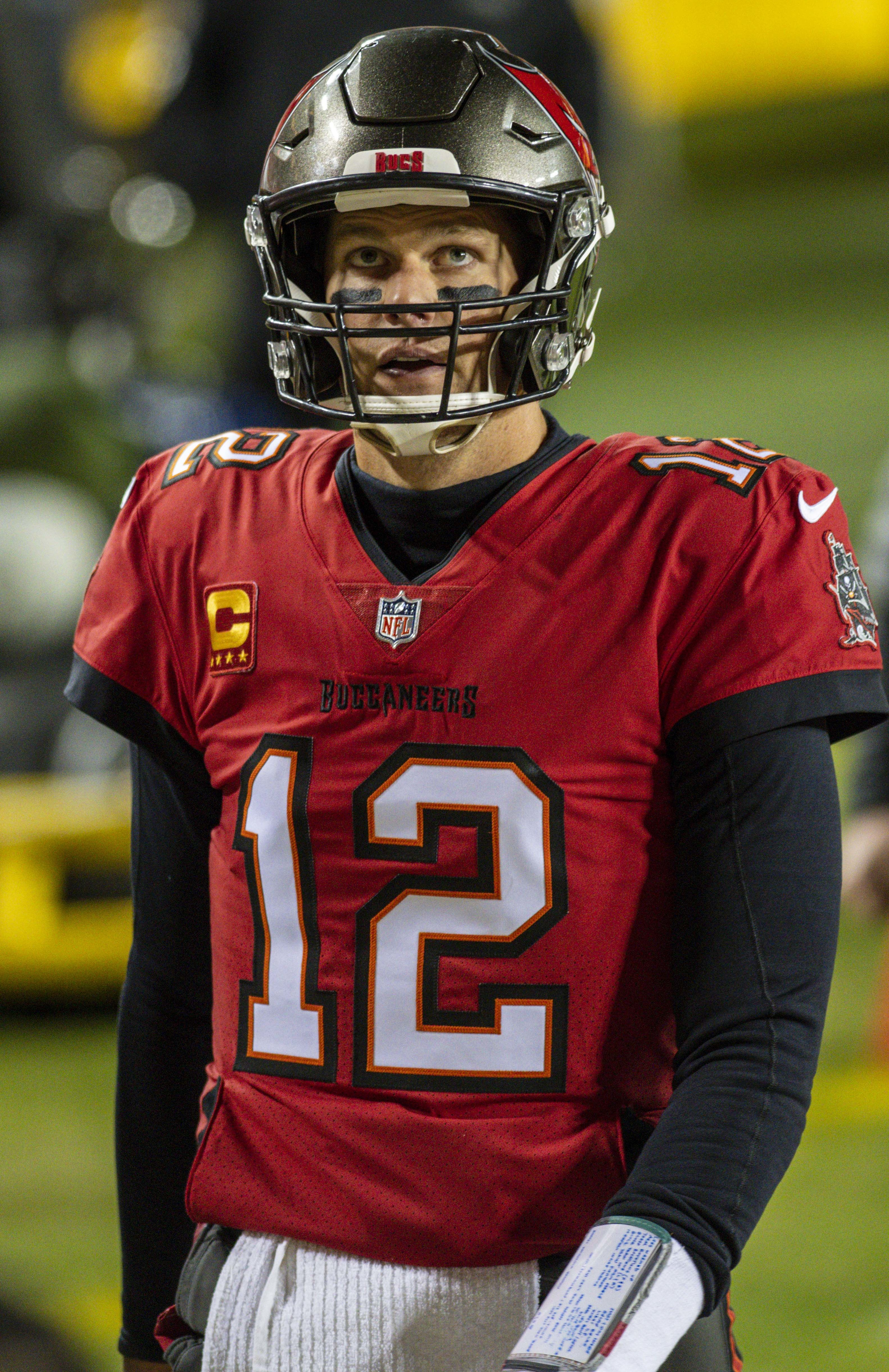
Tom Brady, 2020-presente

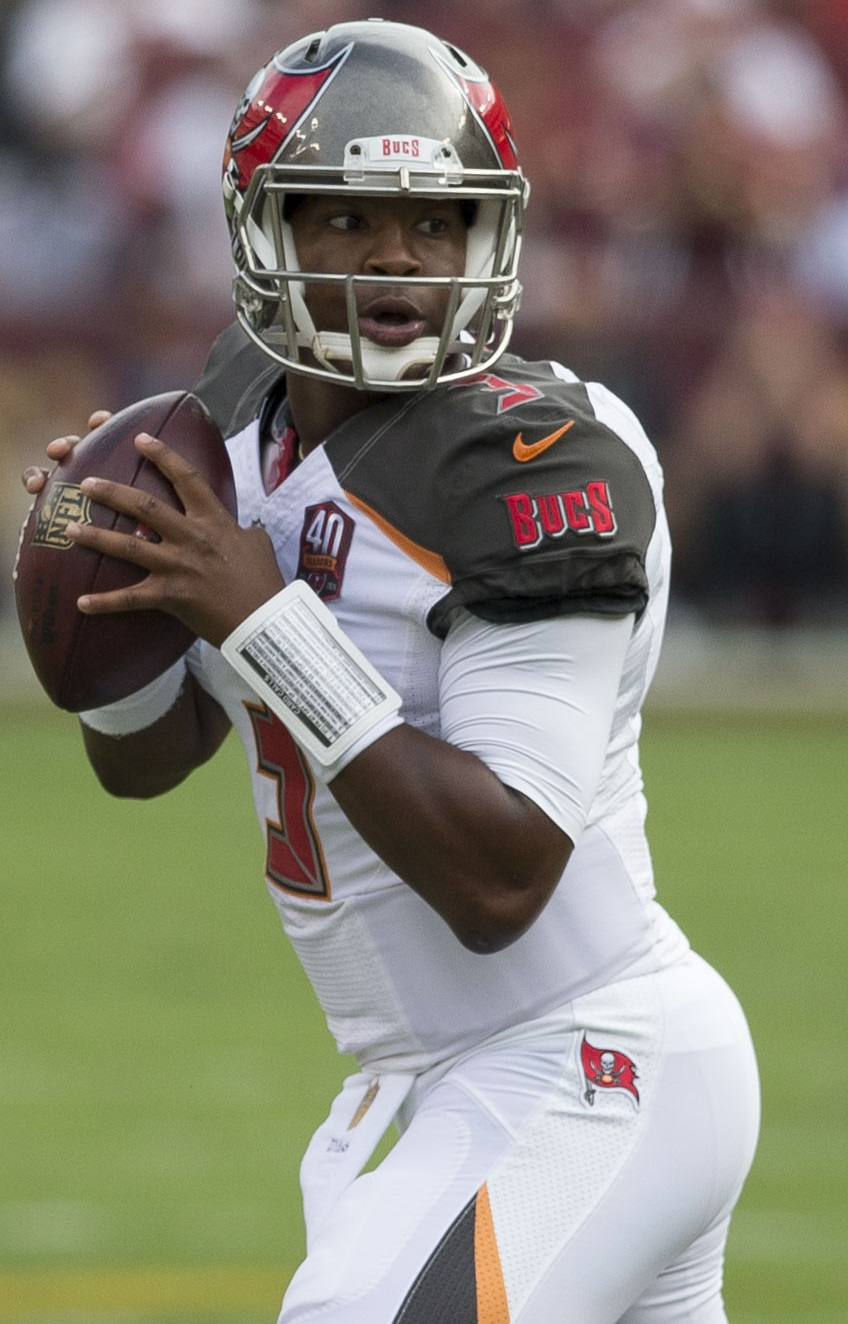
Jameis Winston, 2015-2019

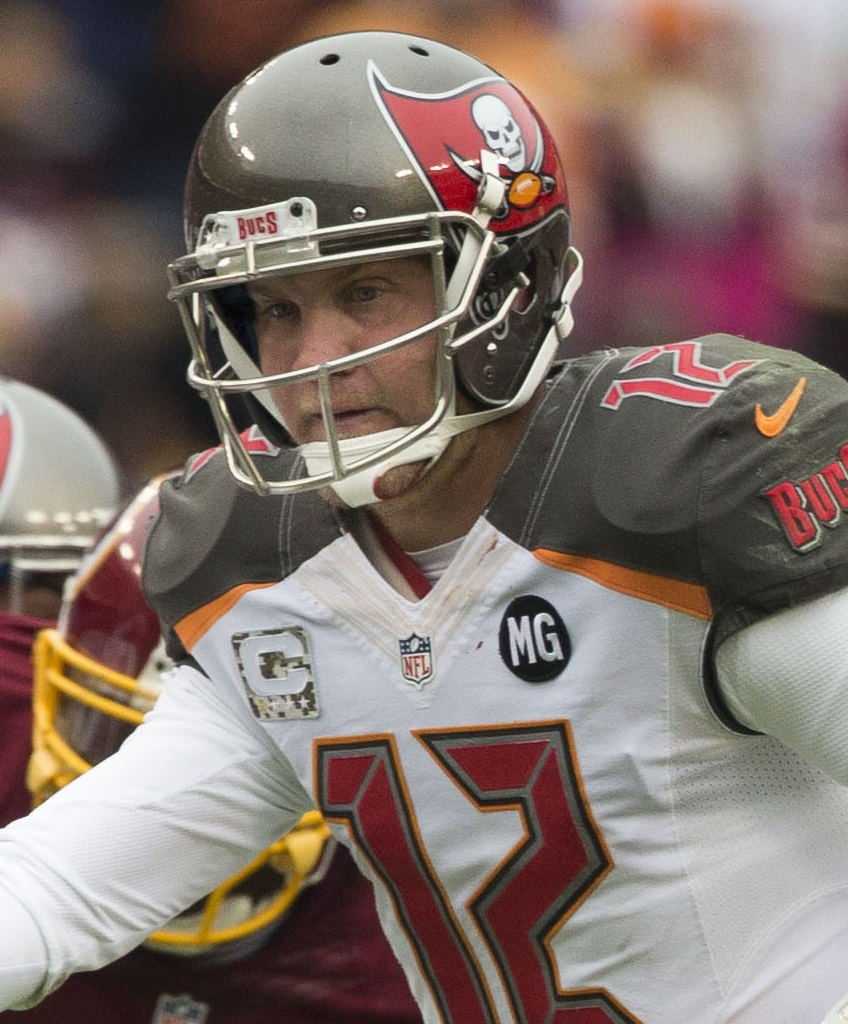
Josh McCown, 2014

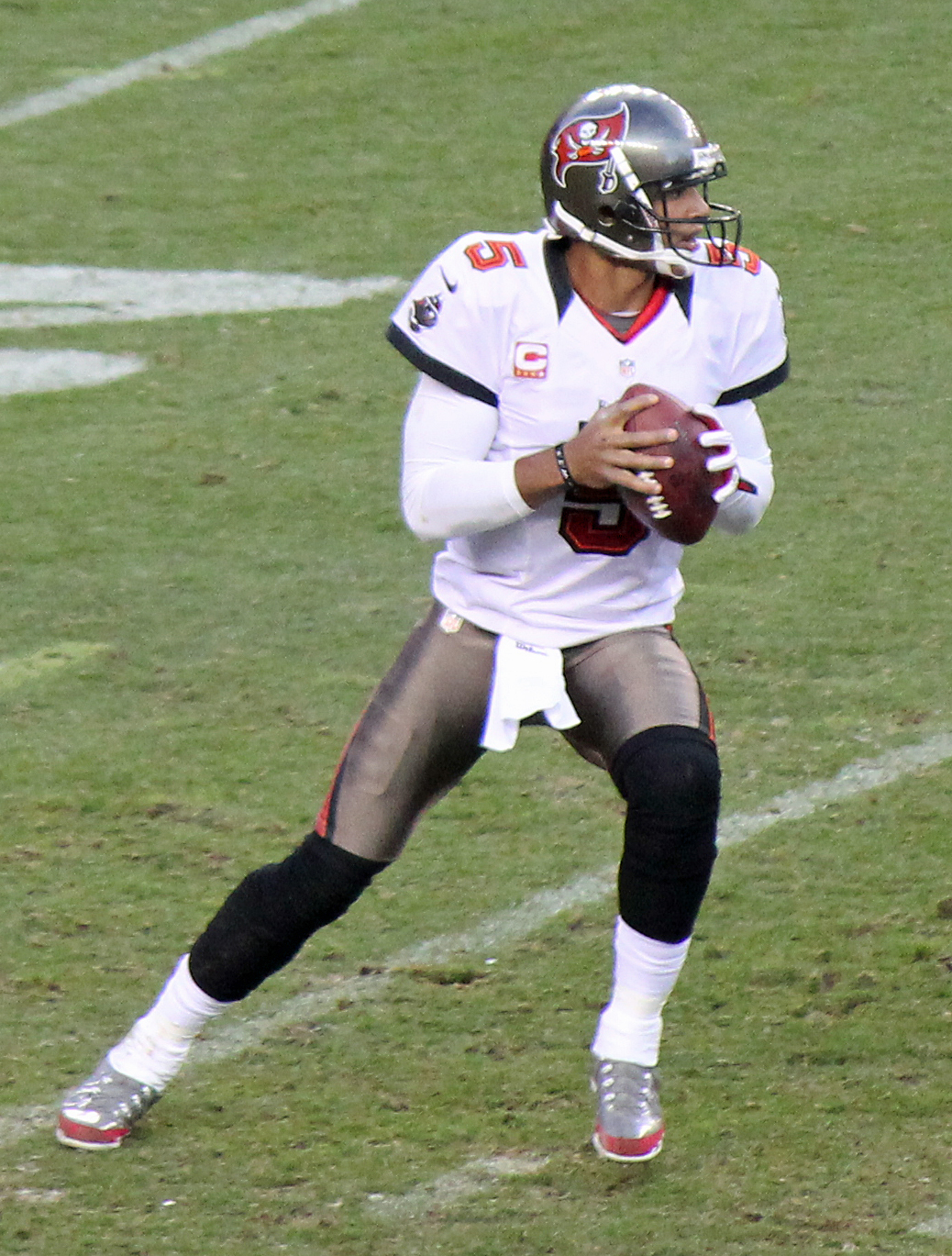
Josh Freeman, 2009-2013

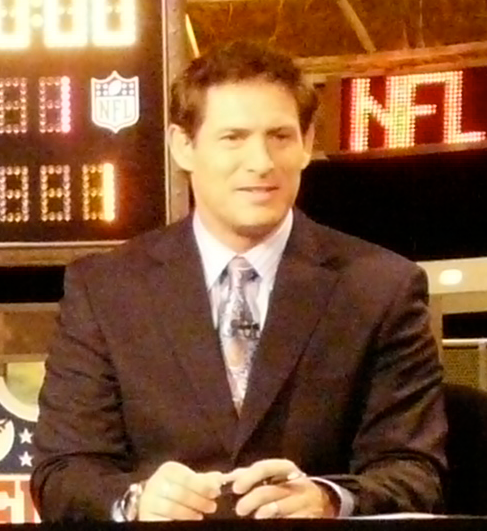
Steve Young, 1985-1986

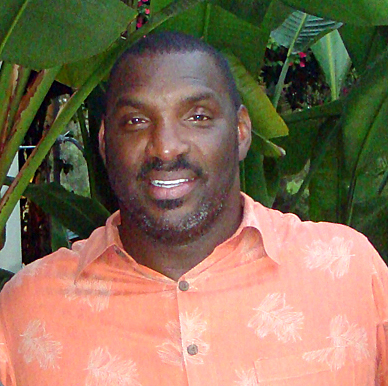
Doug Williams, 1978-1982

## Quarterback titolari
Lista di tutti i quarterback titolari dei Tampa Bay Buccaneers. Il numero tra parentesi indica il numero di gare da titolare giocate nella stagione:
| Quarterback titolari dei Tampa Bay Buccaneers |                                                                          |        |
| Anno                                          | Quarterback                                                              | Note   |
| 2021                                          | Tom Brady (1)                                                            | [ 1 ]  |
| 2020                                          | Tom Brady (16)                                                           | [ 2 ]  |
| 2019                                          | Jameis Winston (16)                                                      | [ 3 ]  |
| 2018                                          | Jameis Winston (9) / Ryan Fitzpatrick (7)                                | [ 4 ]  |
| 2017                                          | Jameis Winston (13) / Ryan Fitzpatrick (3)                               | [ 5 ]  |
| 2016                                          | Jameis Winston (16)                                                      | [ 6 ]  |
| 2015                                          | Jameis Winston (16)                                                      | [ 7 ]  |
| 2014                                          | Josh McCown (11) / Mike Glennon (5)                                      | [ 8 ]  |
| 2013                                          | Mike Glennon (13) / Josh Freeman (3)                                     |        |
| 2012                                          | Josh Freeman (16)                                                        |        |
| 2011                                          | Josh Freeman (15) / Josh Johnson (1)                                     | [ 9 ]  |
| 2010                                          | Josh Freeman (16)                                                        | [ 10 ] |
| 2009                                          | Josh Freeman (9) / Josh Johnson (4) / Byron Leftwich (3)                 | [ 11 ] |
| 2008                                          | Jeff Garcia (11) / Brian Griese (5)                                      | [ 12 ] |
| 2007                                          | Jeff Garcia (13) / Luke McCown (3)                                       | [ 13 ] |
| 2006                                          | Bruce Gradkowski (11) / Chris Simms (3) / Tim Rattay (2)                 | [ 14 ] |
| 2005                                          | Chris Simms (10) / Brian Griese (6)                                      | [ 15 ] |
| 2004                                          | Brian Griese (10) / Brad Johnson (4) / Chris Simms (2)                   | [ 16 ] |
| 2003                                          | Brad Johnson (16)                                                        | [ 17 ] |
| 2002                                          | Brad Johnson (13) / Rob Johnson (2) / Shaun King (1)                     | [ 18 ] |
| 2001                                          | Brad Johnson (16)                                                        | [ 19 ] |
| 2000                                          | Shaun King (16)                                                          | [ 20 ] |
| 1999                                          | Trent Dilfer (10) / Shaun King (5) / Eric Zeier (1)                      | [ 21 ] |
| 1998                                          | Trent Dilfer (16)                                                        | [ 22 ] |
| 1997                                          | Trent Dilfer (16)                                                        | [ 23 ] |
| 1996                                          | Trent Dilfer (16)                                                        | [ 24 ] |
| 1995                                          | Trent Dilfer (16)                                                        | [ 25 ] |
| 1994                                          | Craig Erickson (14) / Trent Dilfer (2)                                   | [ 26 ] |
| 1993                                          | Craig Erickson (15) / Steve DeBerg (1)                                   | [ 27 ] |
| 1992                                          | Vinny Testaverde (14) / Steve DeBerg (2)                                 | [ 28 ] |
| 1991                                          | Vinny Testaverde (12) / Chris Chandler (3) / Jeff Carlson (1)            | [ 29 ] |
| 1990                                          | Vinny Testaverde (13) / Chris Chandler (3)                               | [ 30 ] |
| 1989                                          | Vinny Testaverde (14) / Joe Ferguson (2)                                 | [ 31 ] |
| 1988                                          | Vinny Testaverde (15) / Joe Ferguson (1)                                 | [ 32 ] |
| 1987                                          | Steve DeBerg (8) / Vinny Testaverde (4) / John Reaves (2) / Jim Zorn (1) | [ 33 ] |
| 1986                                          | Steve Young (14) / Steve DeBerg (2)                                      | [ 34 ] |
| 1985                                          | Steve DeBerg (11) / Steve Young (5)                                      | [ 35 ] |
| 1984                                          | Steve DeBerg (13) / Jack Thompson (3)                                    | [ 36 ] |
| 1983                                          | Jack Thompson (13) / Jerry Golsteyn (3)                                  | [ 37 ] |
| 1982                                          | Doug Williams (9)                                                        | [ 38 ] |
| 1981                                          | Doug Williams (16)                                                       | [ 39 ] |
| 1980                                          | Doug Williams (16)                                                       | [ 40 ] |
| 1979                                          | Doug Williams (16)                                                       | [ 41 ] |
| 1978                                          | Doug Williams (10) / Mike Rae (5) / Mike Boryla (1)                      | [ 42 ] |
| 1977                                          | Gary Huff (6) / Randy Hedberg (4) / Jeb Blount (4)                       | [ 43 ] |
| 1976                                          | Steve Spurrier (12) / Parnell Dickinson (1) / Terry Hanratty (1)         | [ 44 ] |